# Henry Clifton Sorby
Henry Clifton Sorby, född 10 maj 1826 i Woodbourne nära Sheffield, död 9 mars 1908 i Sheffield, var en engelsk geolog. 
Sorby ägnade sig uteslutande åt vetenskapliga forskningar, grundlade den mikroskopiska undersökningen av mineral och bergarter, införde spektralanalysens användning på mikroskopiska föremål samt konstruerade ett spektroskop för undersökning av färgade fluida. Han tilldelades Wollastonmedaljen 1869 och Royal Medal 1874.